# Druga strona północy
Druga strona północy – amerykański melodramat z 1977 roku na podstawie powieści Sidneya Sheldona.

## Opis fabuły
Noelle Page poznaje amerykańskiego pilota Larry'ego Douglasa w Paryżu i zakochuje się w nim. Spodziewa się jego oświadczyn, ale on ją zostawia. W Ameryce Larry żeni się z Catherine Alexander. Noelle nie potrafi o nim zapomnieć, nawet gdy zostaje sławną aktorką. Kiedy spotykają się ponownie, Noelle nie potrafi się na nim zemścić i uczucie odżywa na nowo. Ale, żeby być razem, wpadają na misterny plan.

## Obsada
- Marie-France Pisier - Noelle Page
- John Beck - Larry Douglas
- Susan Sarandon - Catherine Alexander Douglas
- Raf Vallone - Constantin Demeris
- Clu Gulager - Bill Fraser
- Christian Marquand - Armand Gautier
- Michael Lerner - Barbet
- Sorrell Booke - Lanchon
- Antony Ponzini - Paul Metaxas
- Louis Zorich - Demonides
- Charles Cioffi - Chotas

i inni

## Nagrody i nominacje
Oscary za rok 1977
- Najlepsze kostiumy - Irene Sharaff (nominacja)